# Narcisismo

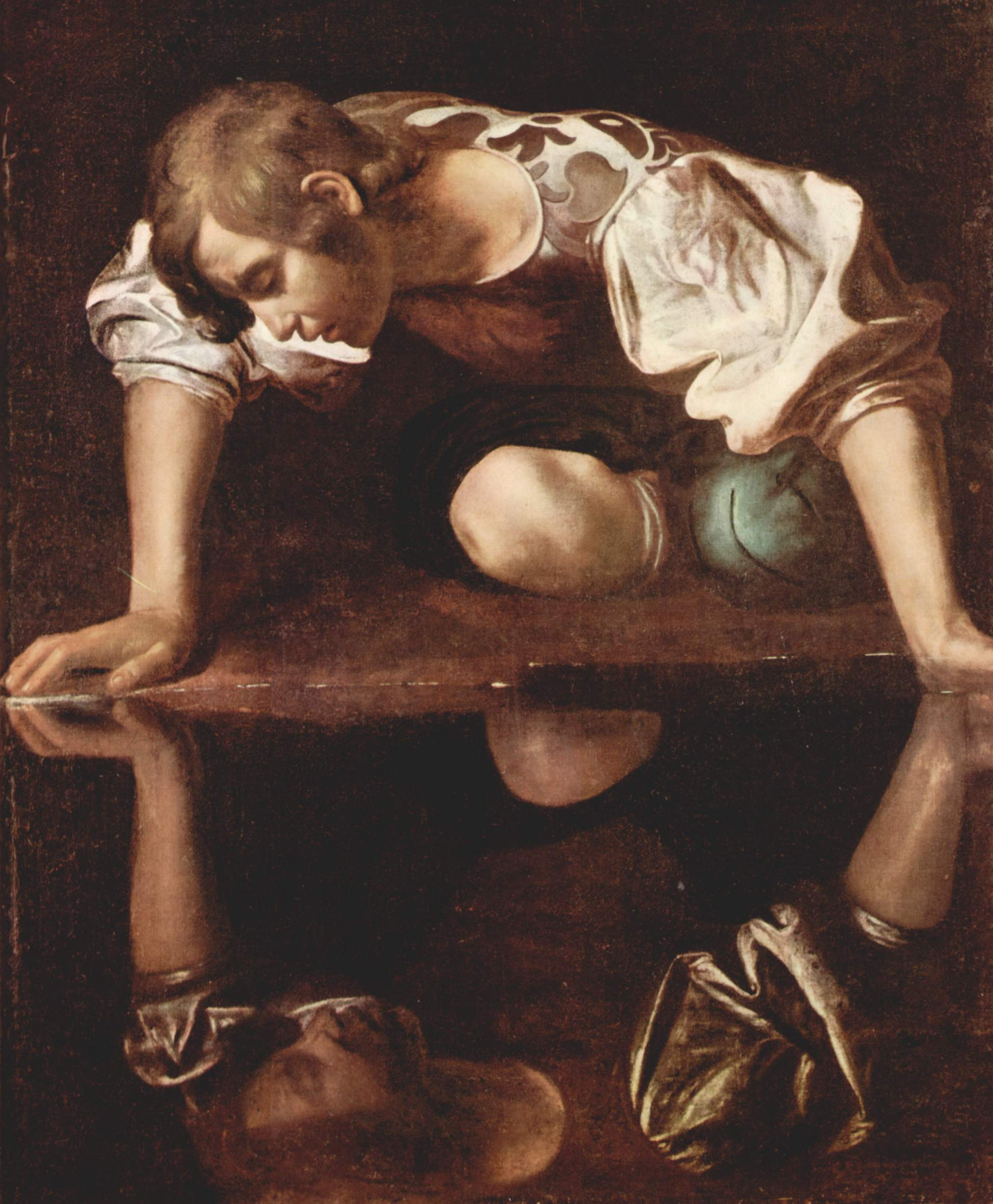
Narciso (1590), pintura de Caravaggio, Galleria Nazionale d'Arte Antica, Roma

Narcisismo é o amor de um indivíduo por si próprio ou por sua própria imagem, uma referência ao mito de Narciso. O termo "narcisismo" foi introduzido na psiquiatria no final do século XIX — e viria a ser adotado no campo da psicanálise — por Havelock Ellis (1898), para descrever uma forma de sexualidade baseada no próprio corpo do indivíduo.
O narcisismo é atualmente um conceito na teoria psicanalítica, introduzido por Sigmund Freud em seu livro Sobre o narcisismo. A Associação Americana de Psiquiatria o classifica como Transtorno de personalidade narcisista, em seu Manual Diagnóstico e Estatístico de Transtornos Mentais (DSM). Freud acreditava que o narcisismo existe quando a libido está direcionada para si próprio.

## História
O termo "narcisismo" vem do mito grego de Narciso, um jovem bonito e indiferente ao amor que, ao se ver refletido na água, apaixonou-se pela própria imagem refletida.
O conceito de egoísmo excessivo tem sido reconhecido ao longo da história. Na Grécia antiga, o conceito foi entendido como arrogância. Foi só no final dos anos 1800 que o narcisismo começou a ser definido em termos psicológicos. Desde então, o termo teve uma divergência significativa de significado na psicologia. Tem sido usado para descrever:
- Uma perversão sexual,
- Um estágio normal de desenvolvimento,
- Um sintoma na psicose, e
- Uma característica em várias das relações objetais [subtipos].[7]

Em 1889, os psiquiatras Paul Näcke e Havelock Ellis usaram o termo "narcisismo", independentemente um do outro, para descrever uma pessoa que trata o seu próprio corpo da mesma forma como o corpo de um parceiro sexual é normalmente tratado. O narcisismo, nesse contexto, era visto como uma perversão que consumia toda a vida sexual de uma pessoa. Em 1911, Otto Rank publicou o primeiro artigo clínico sobre o narcisismo, relacionando-o à vaidade e à auto-admiração.
Em um ensaio de 1913 chamado "O complexo de Deus", Ernest Jones considerou o narcisismo extremo como um traço de caráter. Ele descreveu as pessoas com complexo de Deus como distantes, presunçosas, excessivamente confiantes, autoeróticas, inacessíveis, admiradoras de si mesmas e exibicionistas, com fantasias de onipotência e onisciência. Ele observou que essas pessoas tinham uma grande necessidade de exclusividade.
Sigmund Freud (1914) publicou sua teoria do narcisismo em um longo ensaio intitulado "Sobre o narcisismo: uma introdução". Para Freud, o narcisismo refere-se à direção da energia libidinal do indivíduo para si mesmo, e não para objetos e outros. Ele postulou um "narcisismo primário" universal, que era uma fase do desenvolvimento sexual na primeira infância - um estágio intermediário necessário entre o auto-erotismo e o amor objetal, o amor pelos outros. Partes desse “amor próprio” ou libido do ego são, em estágios posteriores de desenvolvimento, expressas externamente ou “transmitidas” para os outros. A postulação de Freud de um "narcisismo secundário" surgiu como resultado de sua observação da natureza peculiar da relação do esquizofrênico consigo mesmo e com o mundo. Ele observou que as duas qualidades fundamentais de tais pacientes eram a megalomania e o afastamento do interesse do mundo real das pessoas e das coisas: "a libido que foi retirada do mundo externo foi direcionada para o ego e assim dá origem a uma atitude que pode ser chamado de narcisismo." É um narcisismo secundário porque não é uma nova criação, mas uma ampliação de uma condição já existente (narcisismo primário).
Em 1925, Robert Waelder conceituou o narcisismo como um traço de personalidade. Sua definição descreve indivíduos que são condescendentes, se sentem superiores aos outros, estão preocupados com admiração e exibem falta de empatia. O trabalho de Waelder e seu estudo de caso influenciaram a forma como o narcisismo e o transtorno clínico transtorno de personalidade narcisista são definidos hoje.
Karen Horney (1939) postulou que o narcisismo estava em um espectro que variava de uma autoestima saudável a um estado patológico.

## Características

### Níveis normais e saudáveis de narcisismo
Alguns psicólogos sugerem que um nível moderado de narcisismo apoia uma boa saúde psicológica. A autoestima funciona como mediadora entre o narcisismo e a saúde psicológica. Portanto, devido à sua elevada auto-estima, derivada da autopercepção de competência e simpatia, os narcisistas elevados são relativamente livres de preocupações e melancolia.

### Níveis destrutivos de narcisismo
Embora o narcisismo, por si só, possa ser considerado um traço normal de personalidade, altos níveis de comportamento narcisista podem ser prejudiciais tanto para si quanto para os outros. O narcisismo destrutivo é a exibição constante de algumas das características intensas geralmente associadas ao transtorno de personalidade narcisista patológico, como um "padrão generalizado de grandiosidade", que é caracterizada por sentimentos de direito e superioridade, comportamentos arrogantes ou altivos e uma falta generalizada de empatia e preocupação pelos outros. Num espectro, o narcisismo destrutivo é mais extremo do que o narcisismo saudável, mas não tão extremo quanto a condição patológica.

### Níveis patológicos de narcisismo
Níveis extremamente elevados de comportamento narcisista são considerados patológicos. A condição patológica do narcisismo é uma manifestação ampliada e extrema do narcisismo saudável. Manifesta-se na incapacidade de amar os outros, na falta de empatia, no vazio, no tédio e numa necessidade incessante de busca de poder, ao mesmo tempo que torna a pessoa indisponível para os outros. Os teóricos clínicos Kernberg, Kohut e Theodore Millon viam o narcisismo patológico como um resultado possível em resposta a interações antipáticas e inconsistentes na primeira infância. Eles sugeriram que os narcisistas tentassem compensar nos relacionamentos adultos. A psicanalista alemã Karen Horney (1885–1952) também viu a personalidade narcisista como um traço de temperamento moldado por um certo tipo de ambiente inicial.

### Herdabilidade
Estudos de herdabilidade utilizando gêmeos mostraram que traços narcisistas, medidos por testes padronizados, são frequentemente herdados. Descobriu-se que o narcisismo tem um alto índice de herdabilidade (0,64), indicando que a concordância dessa característica nos gêmeos idênticos foi significativamente influenciada pela genética em comparação com uma causa ambiental. Também foi demonstrado que existe um continuum ou espectro de traços narcisistas que vão desde a personalidade normal até a patológica. Além disso, as evidências sugerem que os elementos individuais do narcisismo têm a sua própria pontuação de herdabilidade. Por exemplo, a grandiosidade intrapessoal tem uma pontuação de 0,23 e o direito interpessoal tem uma pontuação de 0,35. Embora o impacto genético nos níveis de narcisismo seja significativo, não é o único fator em jogo.

## Expressões do narcisismo

### Expressões primárias
Duas expressões primárias do narcisismo foram identificadas: grandioso ("pele grossa") e vulnerável ("pele fina"). Estudos recentes sugerem que o núcleo do narcisismo é o antagonismo autocentrado (ou "autoimportância com direito"), caracterizado por egoísmo, senso de direito, falta de empatia e desvalorização dos outros. A grandiosidade e a vulnerabilidade são vistas como diferentes expressões desse núcleo antagônico, surgindo de diferenças individuais na força dos sistemas motivacionais de aproximação e evitação. Alguns pesquisadores sugerem que narcisistas genuínos podem se enquadrar no subtipo de narcisismo vulnerável, enquanto o narcisismo grandioso pode ser uma forma de psicopatia.

#### Narcisismo grandioso
A grandiosidade narcisista parece surgir de uma combinação do núcleo antagônico com a ousadia temperamental—definida por emocionalidade positiva, domínio social, busca de recompensas e disposição para correr riscos. A grandiosidade é caracterizada—além do antagonismo—por um estilo autorregulatório confiante, exibicionista e manipulador:
1. Alta autoestima e um senso claro de unicidade e superioridade, com fantasias de sucesso e poder, além de ambições elevadas.
2. Potência social, marcada por comportamentos interpessoais exibicionistas, autoritários, carismáticos e autossuficientes.
3. Dinâmicas relacionais exploratórias e autocentradas; interações de curto prazo definidas por manipulação e priorização de ganhos pessoais sobre outros benefícios da socialização.

#### Narcisismo vulnerável
A vulnerabilidade narcisista parece surgir de uma combinação do núcleo antagônico com a reatividade temperamental—definida por emocionalidade negativa, evitação social, passividade e alta propensão à raiva. A vulnerabilidade é caracterizada—além do antagonismo—por um estilo autorregulatório tímido, vingativo e carente:
1. Autoestima baixa e contingente, senso de identidade instável e pouco claro, e ressentimento pelo sucesso alheio.
2. Retração social, resultante de vergonha, desconfiança das intenções dos outros e preocupações com aceitação.
3. Dinâmicas relacionais obsessivas e dependentes; interações de longo prazo marcadas por uma necessidade excessiva de admiração, aprovação e apoio, além de tendências vingativas quando essas necessidades não são atendidas.

#### Sexual
O narcisismo sexual tem sido descrito como um padrão egocêntrico de comportamento sexual que envolve um senso inflado de habilidade sexual ou de direito sexual, às vezes manifestado em casos de relacionamentos extraconjugais. Isso pode ser uma compensação por baixa autoestima ou uma incapacidade de manter uma verdadeira intimidade.
Embora se acredite que esse padrão de comportamento seja mais comum em homens do que em mulheres, ele ocorre tanto em homens quanto em mulheres que compensam sentimentos de inadequação sexual tornando-se excessivamente orgulhosos ou obcecados com sua masculinidade ou feminilidade.
A condição controversa conhecida como "vício sexual" é considerada por alguns especialistas como narcisismo sexual ou compulsividade sexual, em vez de um comportamento viciante.

#### Parental
Pais narcisistas frequentemente veem seus filhos como extensões de si mesmos e incentivam as crianças a agir de maneiras que atendam às necessidades emocionais e de autoestima dos pais. Devido à sua vulnerabilidade, as crianças podem ser significativamente afetadas por esse comportamento. Para atender às necessidades dos pais, a criança pode sacrificar seus próprios desejos e sentimentos. Uma criança sujeita a esse tipo de criação pode enfrentar dificuldades na vida adulta em seus relacionamentos íntimos.
Em situações extremas, esse estilo parental pode resultar em relacionamentos afastados com os filhos, acompanhados de sentimentos de ressentimento e, em alguns casos, tendências autodestrutivas.
As origens do narcisismo em crianças frequentemente estão relacionadas à teoria da aprendizagem social. Essa teoria propõe que o comportamento social é aprendido por meio da observação e imitação do comportamento de outros. Isso sugere que as crianças têm maior probabilidade de se tornarem narcisistas quando seus pais as supervalorizam.

#### Ambiente de Trabalho
Há uma compulsão em alguns profissionais de constantemente afirmar sua competência, mesmo quando estão errados. O narcisismo profissional pode levar profissionais, mesmo os mais competentes e excepcionais, a cair em armadilhas narcisistas. "A maioria dos profissionais trabalha para cultivar um ‘eu’ que exale autoridade, controle, conhecimento, competência e respeitabilidade. É o narcisista em todos nós – tememos parecer estúpidos ou incompetentes."
Executivos frequentemente são expostos a potenciais gatilhos narcisistas. Gatilhos inanimados incluem símbolos de status, como carros da empresa, smartphones corporativos ou escritórios prestigiados com vistas; gatilhos animados incluem lisonja e atenção de colegas e subordinados.:143
O narcisismo tem sido associado a uma série de problemas de liderança, desde habilidades de motivação deficientes até tomadas de decisão arriscadas, e, em casos extremos, crimes de colarinho branco.  Líderes corporativos de alto perfil que colocam uma ênfase extrema nos lucros podem gerar benefícios positivos a curto prazo para suas organizações, mas, em última análise, acabam prejudicando tanto os funcionários individuais quanto as empresas como um todo.
Os subordinados podem perceber que as ofertas diárias de apoio rapidamente os transformam em fontes que permitem comportamentos tóxicos, a menos que sejam muito cuidadosos em manter limites apropriados.:143, 181
Estudos que examinam o papel da personalidade na ascensão à liderança mostraram que indivíduos que chegam a posições de liderança podem ser descritos como dominantes inter-relacionais, extrovertidos e socialmente habilidosos. Ao examinar a correlação do narcisismo na ascensão a posições de liderança, verificou-se que os narcisistas, frequentemente dominantes inter-relacionais, extrovertidos e socialmente habilidosos, tinham maior probabilidade de ascender a posições de liderança, especialmente em situações em que não eram conhecidos, como em contratações externas (em vez de promoções internas). Paradoxalmente, o narcisismo pode apresentar características que facilitam a ascensão de um indivíduo à liderança e, ao mesmo tempo, levar esse indivíduo a um desempenho abaixo do esperado ou até ao fracasso.
O narcisismo também pode causar problemas no ambiente de trabalho em geral. Por exemplo, indivíduos com pontuações elevadas em inventários de narcisismo têm maior probabilidade de se envolver em comportamentos contraproducentes que prejudicam organizações ou outras pessoas no local de trabalho. Comportamentos agressivos (e contraproducentes) tendem a surgir quando a autoestima é ameaçada. Indivíduos com altos níveis de narcisismo possuem autoestima frágil e são facilmente ameaçados. Um estudo descobriu que funcionários com altos níveis de narcisismo têm maior probabilidade de perceber os comportamentos de outros no ambiente de trabalho como abusivos e ameaçadores, em comparação com indivíduos com baixos níveis de narcisismo.

#### Relacionamentos
O narcisismo pode ter um impacto profundo tanto nos relacionamentos pessoais quanto nos profissionais, frequentemente criando dinâmicas tóxicas. Em relacionamentos românticos, indivíduos narcisistas tipicamente demandam atenção e admiração de seus parceiros, oferecendo pouco em troca. Eles frequentemente falham em demonstrar empatia ou preocupação com as necessidades emocionais de seus parceiros, focando principalmente em satisfazer seus próprios desejos. O comportamento do narcisista pode mudar drasticamente, alternando entre idealizar o parceiro—vendo-o como perfeito—e desvalorizá-lo quando o narcisista deixa de se sentir validado. Essa inconsistência pode causar confusão emocional e sofrimento ao parceiro, deixando-o com a sensação de ser subestimado e emocionalmente exaurido.

#### Fama
O narcisismo de celebridade (às vezes chamado de narcisismo situacional adquirido) é uma forma de narcisismo que se desenvolve no final da adolescência ou na idade adulta, desencadeado por riqueza, fama e outros aspectos relacionados à celebridade. O narcisismo de celebridade surge após a infância e é estimulado por uma sociedade obcecada por celebridades. Fãs, assistentes e a mídia sensacionalista contribuem para a ideia de que a pessoa realmente é muito mais importante do que outras pessoas, transformando uma tendência narcisista latente em um transtorno de personalidade pleno. "Robert Millman afirma que o que acontece com as celebridades é que elas se acostumam tanto a ser observadas que param de olhar para outras pessoas."
Na sua forma mais extrema e nos seus sintomas, é indistinguível do transtorno de personalidade narcisista, diferenciando-se apenas pelo início tardio e pelo apoio ambiental de grandes números de fãs. "A falta de normas sociais, controles e de pessoas que os centralizem faz com que essas pessoas acreditem que são invulneráveis", o que pode levar a pessoa a sofrer de relacionamentos instáveis, abuso de substâncias ou comportamentos erráticos.

#### Mídias sociais
As mídias sociais desempenharam um papel significativo na formação e amplificação de comportamentos narcisistas nos últimos anos. Plataformas como Instagram e TikTok incentivam os usuários a compartilhar conteúdo que enfatiza suas conquistas pessoais e aparência, muitas vezes recompensando aqueles que ganham mais curtidas e seguidores. Indivíduos narcisistas têm maior probabilidade de usar essas plataformas para autopromoção e validação. A tendência de postar selfies e imagens cuidadosamente elaboradas é particularmente prevalente entre pessoas que buscam aprovação externa para aumentar sua autoestima. O feedback constante dos algoritmos das mídias sociais, que priorizam conteúdo altamente envolvente, alimenta ainda mais as tendências narcisistas. Embora isso possa levar a mais atenção e admiração, também pode criar instabilidade emocional. Narcisistas frequentemente experimentam sentimentos negativos, como ansiedade ou depressão, quando não recebem a validação que esperam. Essa pressão para manter uma persona idealizada online pode levar ao sofrimento emocional, especialmente quando suas interações no mundo real não correspondem à imagem que apresentam online.

## Triade Sombria
O narcisismo é um dos três traços no modelo da triade sombria. A triade sombria de traços de personalidade – narcisismo, maquiavelismo e psicopatia – mostra como o narcisismo se relaciona com comportamentos manipulativos e a falta de empatia. O narcisismo tem sido correlacionado de várias maneiras com ambos os traços, embora psicólogos como Delroy Paulhus e Kevin Williams vejam evidências suficientes para considerá-lo um traço distinto. No entanto, pesquisadores que criticam o modelo da triade sombria observam que muitas das características teóricas que se afirma separar a psicopatia, o maquiavelismo e o narcisismo uns dos outros não aparecem nas pesquisas empíricas.

## Narcisismo coletivo
O narcisismo coletivo é um tipo de narcisismo em que um indivíduo tem um amor-próprio exagerado por seu próprio grupo. Enquanto a definição clássica de narcisismo foca no indivíduo, o narcisismo coletivo afirma que uma pessoa pode ter uma opinião excessivamente alta sobre um grupo, e que um grupo pode funcionar como uma entidade narcisista. O narcisismo coletivo está relacionado com o etnocentrismo; no entanto, o etnocentrismo foca principalmente no egoísmo em um nível étnico ou cultural, enquanto o narcisismo coletivo se estende a qualquer tipo de grupo, além de culturas e etnias.

## Normalização de comportamentos narcisistas
Alguns comentaristas afirmam que a população americana se tornou cada vez mais narcisista desde o final da Segunda Guerra Mundial. Segundo o sociólogo Charles Derber, as pessoas buscam e competem por atenção em uma escala sem precedentes. A profusão de literatura popular sobre "escutar" e "gerenciar aqueles que falam constantemente sobre si mesmos" sugere sua presença em muitas situações cotidianas. O crescimento de fenômenos da mídia como programas de "reality TV" e mídias sociais está gerando uma "nova era de narcisismo público".
Também apoiando a afirmação de que a cultura americana se tornou mais narcisista está uma análise das letras de músicas populares dos Estados Unidos entre 1987 e 2007. A análise encontrou um aumento no uso de pronomes pessoais no singular, como "I" (eu), "me" (me), "my" (meu) e "mine" (meu), refletindo um maior foco no self, e também de referências a comportamentos antissociais; durante o mesmo período, houve uma diminuição de palavras refletindo um foco nos outros, emoções positivas e interações sociais. As referências ao narcisismo e à autoestima na mídia popular impressa dos Estados Unidos experimentaram uma vasta inflação desde o final da década de 1980. Entre 1987 e 2007, as menções diretas à autoestima nos principais jornais e revistas dos EUA aumentaram em 4.540%, enquanto o narcisismo, que quase não existia na imprensa durante a década de 1970, foi referido mais de 5.000 vezes entre 2002 e 2007.

### Culturas nacionais individualistas vs coletivistas
Padrões semelhantes de mudança na produção cultural são observáveis em outros estados ocidentais. Por exemplo, uma análise linguística do jornal de maior circulação da Noruega encontrou que o uso de termos individualistas e focados no self aumentou em 69% entre 1984 e 2005, enquanto os termos coletivistas diminuíram em 32%.
Um estudo analisou as diferenças na publicidade entre uma cultura individualista, os Estados Unidos, e uma cultura coletivista, a Coreia do Sul, e descobriu que nos EUA havia uma maior tendência de enfatizar a distinção e a singularidade da pessoa, enquanto a publicidade na Coreia do Sul enfatizava a importância da conformidade social e da harmonia. Essas diferenças culturais foram maiores do que os efeitos das diferenças individuais dentro das culturas nacionais.

## Controvérsias
Houve um aumento no interesse pelo narcisismo e pelo transtorno de personalidade narcisista (TPN) nos últimos 10 anos. Existem áreas de substancial debate que envolvem o tema, incluindo:
- Definir claramente a diferença entre o narcisismo normal e o patológico,[61]
- Compreender o papel da autoestima no narcisismo,[61]
- Chegar a um consenso sobre as classificações e definições de subtipos, como as dimensões "grandiosas" e "vulneráveis" ou variantes dessas,[61]
- Compreender o que são as características centrais versus periféricas, primárias versus secundárias do narcisismo,
- Determinar se existe uma descrição consensual,[61]
- Concordar sobre os fatores etiológicos,[61]
- Decidir em que área ou disciplina o narcisismo deve ser estudado,[61]
- Concordar sobre como ele deve ser avaliado e medido,[61] e
- Concordar sobre sua representação em livros didáticos e manuais de classificação.[61]

A extensão da controvérsia foi visível entre 2010 e 2013, quando o comitê de transtornos de personalidade para a 5ª Edição (2013) do Manual Diagnóstico e Estatístico de Transtornos Mentais recomendou a remoção do Transtorno de Personalidade Narcisista do manual. Um debate contencioso de três anos se desenrolou na comunidade clínica, com um dos críticos mais incisivos sendo John G. Gunderson, a pessoa que liderou o comitê de transtornos de personalidade do DSM para a 4ª edição do manual.